# (31698) Nikolaiortiz
(31698) Nikolaiortiz est un astéroïde de la ceinture principale.

## Description
(31698) Nikolaiortiz est un astéroïde de la ceinture principale. Il fut découvert le 10 mai 1999 à Socorro (Nouveau-Mexique) par le projet LINEAR. Il présente une orbite caractérisée par un demi-grand axe de 2,94 UA, une excentricité de 0,04 et une inclinaison de 1,1° par rapport à l'écliptique.

## Compléments